# Battaglia di Old Byland
La battaglia di Old Byland, nota anche come battaglia di Byland Moor, fu uno scontro armato avvenuto il 12 ottobre 1322 tra l'esercito inglese e l'armata scozzese.

## I disordini che favorirono le incursioni
Fin da quando Roberto I di Scozia aveva vinto la battaglia di Bannockburn nel 1314 i suoi raid nel nord dell'Inghilterra erano stati frequenti e fruttuosi, sul suo trono Edoardo II d'Inghilterra sembrava incapace di far fronte alla propria situazione preso com'era da altri affari di stampo più personale che lo conducevano, come conseguenza, a scontri pressoché continui con i suoi baroni. Il 1322 era cominciato male, con Tommaso Plantageneto in procinto di allearsi con gli scozzesi perché stanco del re e dei suoi favoriti. Non è dato sapere se Roberto I si fidasse o meno del Plantageneto, ma di sicuro gli era conveniente approfittarsi del momento di confusione nel regno nemico, ormai sull'orlo di una guerra civile.
La sottile tregua del 1319 era terminata nel momento in cui, nel gennaio del 1322, James Douglas (condottiero), Thomas Randolph (I conte di Moray)  e Walter Stewart passarono i confini e condussero un attacco su grande scala nel nord dell'Inghilterra. I tre si aprirono a ventaglio sparpagliandosi per tutta la regione, Douglas andò ad Hartlepool, Moray a Darlington e Stewart a Richmond. Il Plantageneto, nel suo castello di Pontefract non fece nulla per fermarli, lo stesso Edoardo ordinò al suo guardiano delle Marche Scozzesi Andrew Harclay di ignorarli e di concentrarsi sulle azioni dei baroni ribelli. Quel che ne seguì fu uno scontro fra gli uomini del Plantageneto e quelli del re, nella battaglia di Boroughbridge i primi furono sconfitti, molti furono giustiziati e gli scozzesi, approfittando del caos, tornarono zitti in patria. Per Edoardo la battaglia, con la vittoria, a Boroughbridge segnò un nuovo inizio.
La ribellione era stata decapitata, letteralmente e metaforicamente e non ultimo il re ebbe la possibilità di vendicarsi per la morte del suo antico favorito Pietro Gaveston ucciso dai baroni nel 1312. Le vittorie militari di Edoardo erano sempre state scarse e galvanizzato da questa decise di riprendere la campagna contro gli scozzesi che così tanto aveva trascurato, tuttavia il suo approccio fu infelice, anziché dare ordine ad Harclay di usare di nuovo gli arcieri a cavallo, che già avevano dimostrato la loro utilità, ordinò di armare l'esercito alla vecchia maniera con cavalli e lanceri. Edoardo fu pronto a mettersi in marcia ai primi di agosto e Roberto I lo stava già aspettando con le stesse tecniche, vittoriose, usate nel 1298 con il compagno William Wallace, i raccolti furono distrutti ed il bestiame portato via così da non fornire agli inglesi in marcia nessun aiuto. Durante la marcia gli inglesi si trovarono alla fame ed oltre alla distruzione dell'Holyrood Abbey presso Edimburgo non ottennero null'altro, le truppe affamate si ritrovarono con il morale a terra ed alla fine ebbero l'ordine di ritirarsi, quello fu il segnale, per gli scozzesi, che era ora di attaccare.

## La battaglia
Roberto I passò l'Estuario del Solway ad ovest dirigendosi quindi verso lo Yorkshire seguendo una direzione di sud-est approfittandone per reclutare uomini dall'Argyll e dalle isole. L'attacco fu condotto con baldanza e rapidità esponendo Edoardo al pericolo nella sua stessa terra, infatti, di ritorno dalla Scozia, si era fermato all'Abbazia di Rievaulx insieme alla regina Isabella di Francia e alla metà di ottobre fu colto alla sprovvista dall'arrivo degli scozzesi. Fra lui ed il nemico era l'esercito comandato da Giovanni di Bretagna, che di Edoardo era cugino, che decise di assestarsi preso Scawton Moor fra Rievaulx e l'abbazia di Byland.
La posizione occupata era favorevole, perché sopraelevata, e Roberto I decise di toglierlo da lì adottando una tecnica già usata nella Battaglia del Passo di Brander, come Douglas e Moray caricarono andando verso la sommità dell'altura, un gruppo di montanari cominciò a scalarne i fianchi così da poter aggredire la retroguardia inglese. Ben presto l'esercito di Giovanni si trovò in rotta ed egli stesso venne catturato insieme ad altri nobili, Edoardo che in battaglia si era sempre dimostrato timido dovette fuggire di corsa dall'abbazia ritirandosi in porti più sicuri.
Nella sua Nuova Cronica [Libro X, Capitolo CLXXX] Giovanni Villani  parla così di questa battaglia:
Nel detto anno MCCCXXII, a l’uscita del detto mese d’ottobre, essendo il re d’Inghilterra tornato di Scozia con sua oste con grande vergogna e dammaggio, come adietro fa menzione, e essendo di là da Vervicche a la badia di Rivalse, e i suoi baroni erano dimorati più innanzi a le frontiere della Scozia per contrastare gli Scotti che non passassono, ed erano in numero di Vc cavalieri e IIIm uomini d’arme a piede; gli Scotti gli asaliro, e gl’Inghilesi per tema si ritrassono in su uno monte per essere forti; gli Scotti assediarono il detto monte, e ismontati da cavallo assalirono gl’Inghilesi, e quegli misono in isconfitta, e quasi la maggiore parte furono tra morti e presi; intra’ quali furono presi Gianni di Brettagna, il conte di Riccemonte, il signore di Sugli, e più altri baroni. Il re d’Inghilterra, sentita la detta sconfitta, quasi solo con poca compagnia si fuggì de la detta badia vituperosamente.
| Controllo di autorità | J9U (EN, HE) 987013010595505171 |